# 巴克艾 (加利福尼亞州普盧默斯縣)
巴克艾（英語：Buckeye）是位於美國加利福尼亞州普盧默斯縣的一個非建制地區。該地的面積和人口皆未知。

## 地理
巴克艾的座標為39°47′44″N 121°18′15″W / 39.79556°N 121.30417°W，而該地的平均海拔高度為1523米（即4997英尺）。